# Ludvig Fredrik II av Schwarzburg-Rudolstadt
Ludvig Fredrik II (tyska: Ludwig Friedrich II.), född den 9 augusti 1767 i Rudolstadt, död där den 28 april 1807, var 1793-1807 regerande furste av Schwarzburg-Rudolstadt.

## Biografi
Ludvig Fredrik var son till furst Fredrik Karl av Schwarzburg-Rudolstadt och dennes första hustru (samt tillika kusindotter) Friederike av Schwarzburg-Rudolstadt (1745-1778). 
Två år före sin tronbestigning gifte sig Ludvig Fredrik den 21 juli 1791 i Homburg med den välutbildade och kulturellt engagerade Karoline, dotter till lantgreven Fredrik V av Hessen-Homburg. Tillsammans skulle makarna komma att förvandla det lilla furstendömets huvudstad Rudolstadt till ett kulturcentrum, där bland annat den nygrundade teatern, sin ringa storlek till trots, blev en av det dåtida Tysklands mer betydelsefulla scener.
Ludvig Fredrik avled när han var 40 år gammal efter att ha regerat i 14 år. Han efterträddes av sin äldste son Fredrik Günther.

### Familj
Ludvig Fredrik och Karoline hade totalt sju barn:
- Caroline Augusta (1792-94)
- Fredrik Günther (1793-1867), regerande furste 1807-1867
- Thekla (1795-1861), gift 1817 med furst Otto Victor von Schönburg-Waldenburg (1785-1859)
- Caroline (född och död 1796)
- Albert (1798-1869), regerande furste 1867-69
- Bernhard (1801-1816)
- Rudolf (1801-1808)